# Richtlinie 2011/24/EU
Die Richtlinie 2011/24/EU regelt die medizinischen Behandlung im EU-Ausland.
Das EU-Parlament beschloss am 19. Januar 2011 eine Richtlinie zur Umsetzung der Rechtsprechung des Europäischen Gerichtshofes (EuGH), wonach jeder Patient ein Recht auf Behandlung im EU-Ausland hat. Nachdem der Rat  formal zugestimmt hatte, blieb den Mitgliedsstaaten der Europäischen Union 30 Monate Zeit, ihre nationale Gesetzgebung den neuen Regeln anzupassen.
Mitglieder der gesetzlichen Krankenversicherung können künftig die Kosten einer Behandlung in europäischen Nachbarländern erstattet werden, sofern die betreffende Gesundheitsdienstleistung zu den Leistungen gehört, auf die er im Heimatland Anspruch hat. Gezahlt wird bis zu der Höhe, die die gleiche Behandlung im eigenen Land kosten würde. Damit wird die Freizügigkeit auch für medizinische Behandlungen gestärkt.  Die zuständigen Stellen können jedoch in bestimmten Fällen verlangen, dass der Patient für kostenintensive Behandlungen eine Vorabgenehmigung einholen muss. Jeder Mitgliedsstaat muss eine oder mehrere nationale Kontaktstellen für Auslandsbehandlungen einrichten.
Insbesondere Patienten, die auf langen Wartelisten stehen oder die im eigenen Land keinen entsprechenden Spezialisten finden, können von einer Behandlung im Ausland profitieren.